# Ignacij Burgar
Ignacij Burgar, slovenski rimokatoliški duhovnik v Združenih državah Amerike, * 18. oktober 1874, Ribnica, † 5. februar 1905, Pueblo, Kolorado, ZDA.
Leta 1893 se je izselil v ZDA. Po končanem študiju bogoslovja je bil župnik v zvezni državi Kolorado. Leta 1902 je postal urednik tednika Mir v Pueblu in dopisnik raznih slovenskih listov v ZDA.